# Veluwe
La Veluwe (prononcé en néerlandais : [ˈveːlyʋə] ) est une région naturelle principalement forestière de la province néerlandaise de Gueldre. Historiquement, elle fait partie du duché de Gueldre. Administrativement, elle est aussi une région COROP.
Le parc national De Hoge Veluwe est une petite partie de cette région, délimitée par les localités d'Apeldoorn, Dieren, Arnhem, Wageningue, Ede, Barneveld et Harderwijk.

## La région naturelle
La Veluwe est la plus grande région naturelle de plaine du nord-ouest de l'Europe, et s'étend sur environ 1000 km ². Une grande partie de la Veluwe est composée de moraines datant du Saalien. Au nord de Rheden dans le parc national de Veluwe se trouve le point culminant de la Veluwe, à 110 mètres d'altitude. Il s'agit de la plus haute moraine latérale des Pays-Bas et le point culminant des Pays-Bas hors le sud du Limbourg. Dans le nord se trouve, entre autres, l'étendue sableuse Leuvenhorst et la forêt de Leuvenum, à la hauteur d'Apeldoorn se trouve le domaine royal Het Loo, qui, à 10.400 hectares, est le plus grand domaine aux Pays-Bas.
Une région d'une superficie de 91.200 hectares est classée comme un site Natura 2000.
La région abrite notamment le Parc national De Hoge Veluwe et le Parc national Veluwezoom.

## Étymologie et toponymie
Veluwe est une dérivation du germanique *falwa (vaal, pâle).
Dans le sens « pays en jachère » le mot a une contrepartie anglaise dans « fallow lands » et se trouverait en opposition « bon pays » fertile Betuwe (  *bhad = « bien ») dans le sud.
Le toponyme selon une troisième hypothèse indo-européenne qui rejoint en partie la seconde serait l'évolution du batave *falwa, signifiant les marais, les lieux-bas essentiellement marécageux, potentiellement aménageables. Il s'agit d'un terme gaulois commun dans le legs toponymique des belgicae (belgica prima et secunda). Le terme de latin médiéval, faulaium, semble venir de la même racine il désigne un champ inculte et marécageux, un pâturage extensif. Le mot se retrouve dans cet extrait du glossaire de Du Cange décrivant un paysage ancien : « in foresta vel nemoribus pratis, pasturagiis, faulaiis, stongris, viveriis ». La même racine indo-européenne se retrouve dans le mot latin palus, l’ancien haut-allemand pfuol à l’origine du vieil allemand Pfaehl ou Pfuhl, le néerlandais poel, l’anglais pool. Un dictionnaire allemand moderne nous livre sa lointaine descendance Der Pfuhl (-e) : la mare, le bourbier ou Die Pfütze (-n) : la flaque d’eau, la mare.

## Histoire
Le Veluwe est encore à la fin de l'époque mérovingienne un territoire forestier, littéralement un espace de la "foresta" (ce qui est "en dehors (foris) de l'état (status) commun des biens", mais toujours dans la domination régalienne) autrefois en grande partie marécageux et sans doute bien plus vaste. Mais il a été aménagé précocement par l'homme en prairies humides en maîtrisant l'irrigation, en champs en maîtrisant le drainage, en espaces boisés et parcelles de bois, c'est pourquoi des hameaux bataves, puis des villages enfin des villes médiévales sont apparus sur son pourtour constamment rogné.
L'exploitation forestière y a été aussi intense, en particulier pour la marine hollandaise au XVIe siècle et pour l'industrie papetière, dont l'activité industrielle se concentrait sur Arnhem dès la Belle Époque.

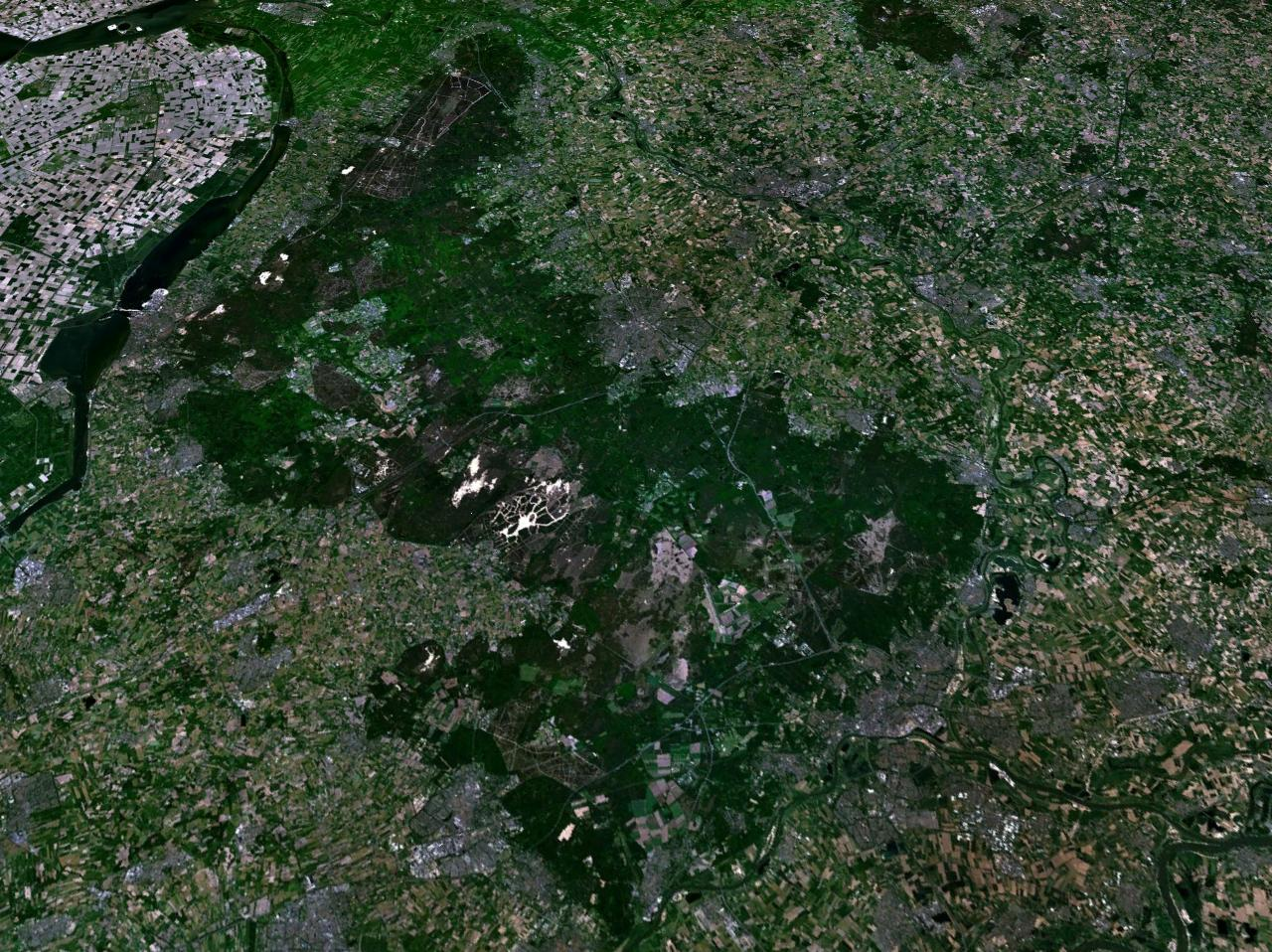
Photographie satellite du site
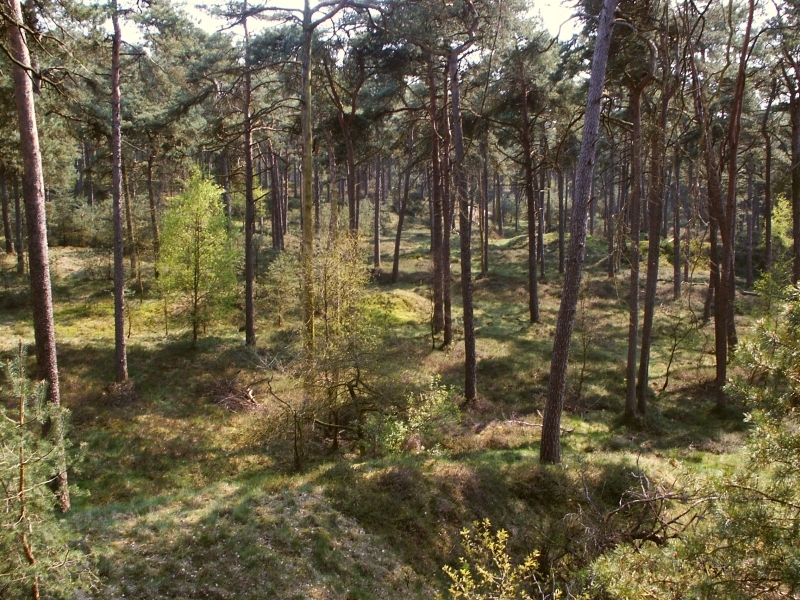
Une forêt dans la Veluwe
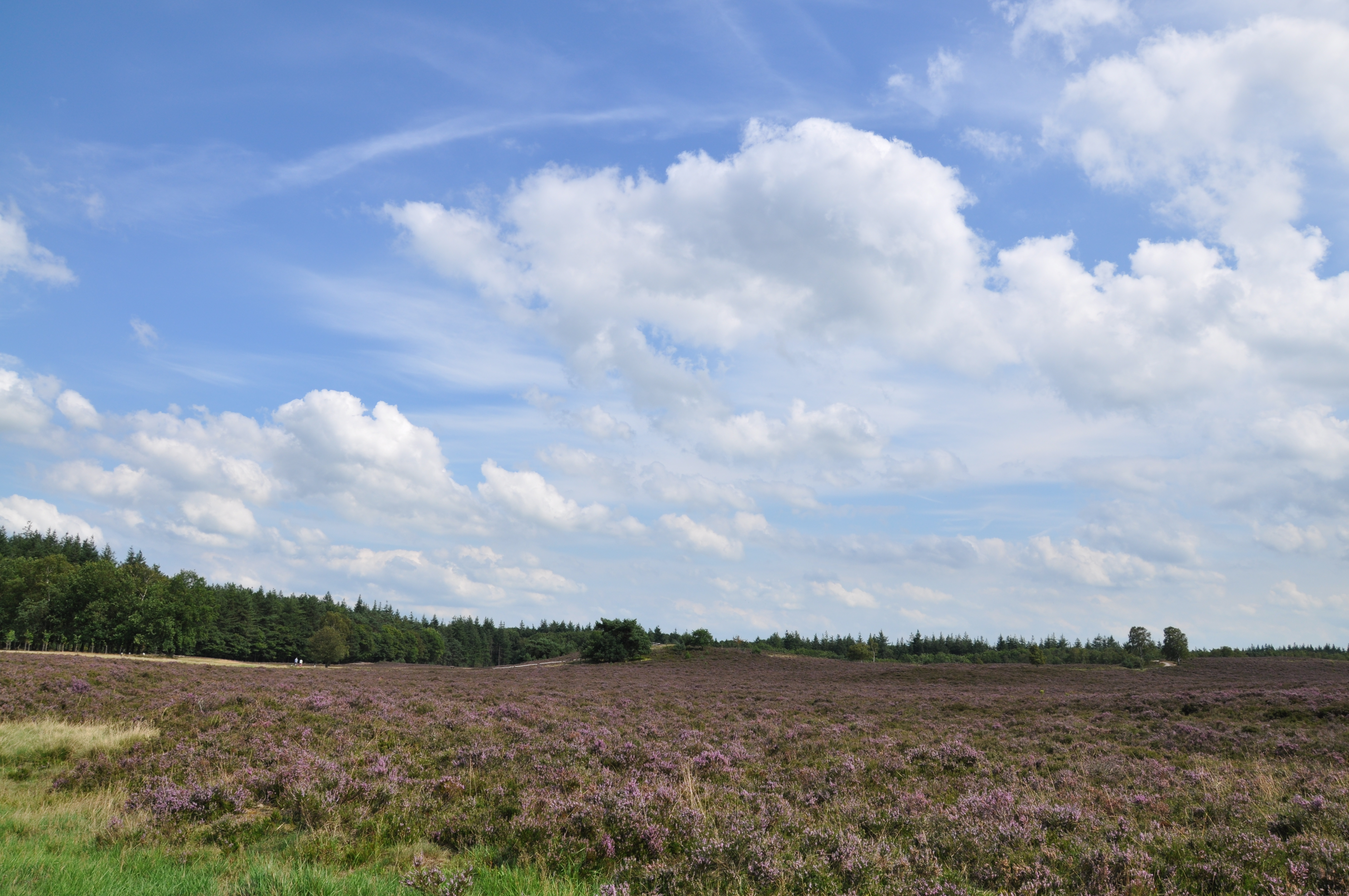
La lande sur les Renderklippen (Heerde)
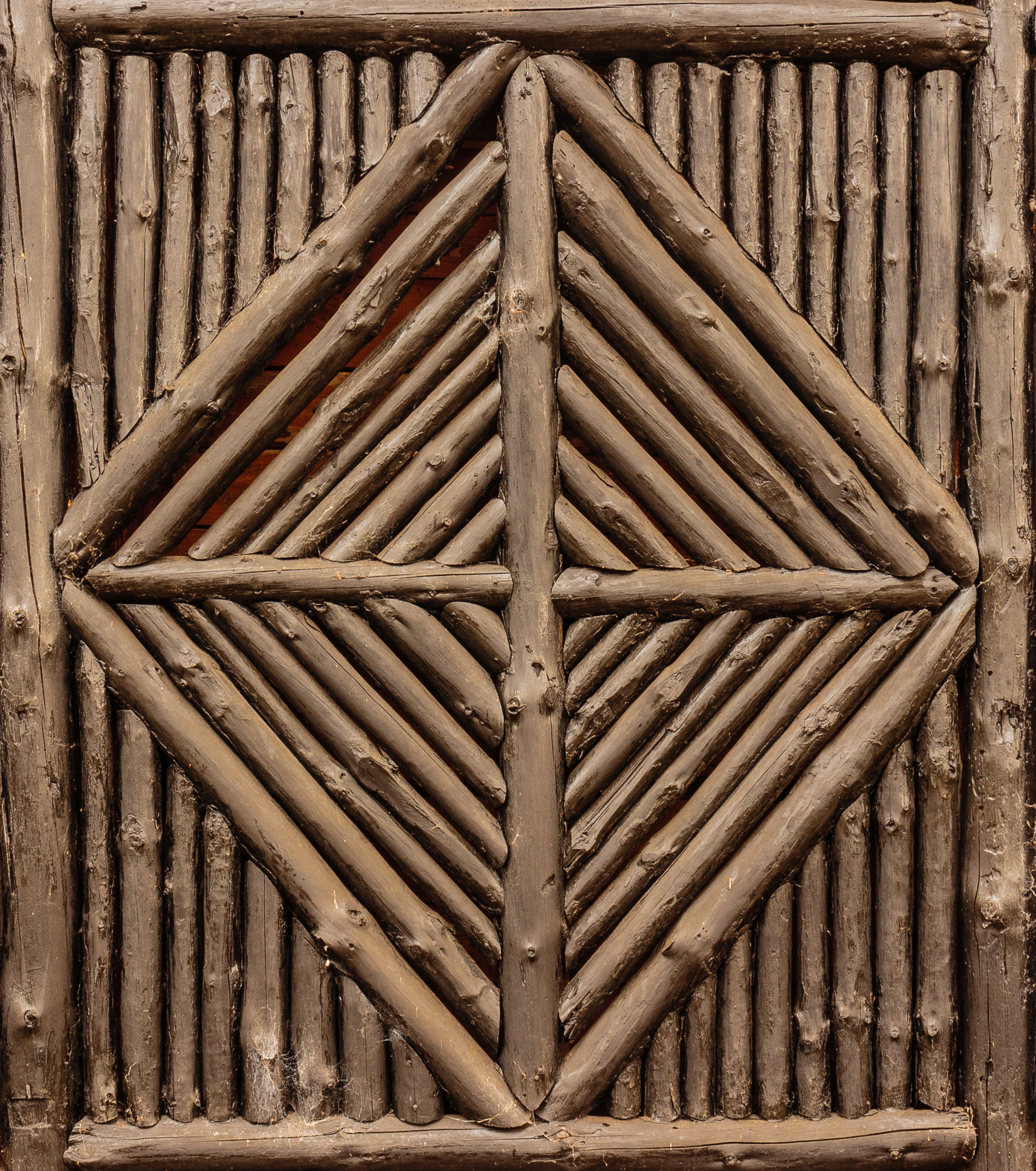
Panneau dans une grange à Kroondomein Het Loo (nl) au Veluwe.

## Source
- (nl) Cet article est partiellement ou en totalité issu de l’article de Wikipédia en néerlandais intitulé « Veluwe » (voir la liste des auteurs).